# Sofia de Nassau
Sofia Guilhermina Mariana Henriqueta (Wiesbaden, 9 de julho de 1836 – Estocolmo, 30 de dezembro de 1913) foi a esposa do rei Óscar II e rainha consorte da Suécia de 1872 até 1907, e também rainha consorte da Noruega entre 1872 e 1905. Era filha de Guilherme, Duque de Nassau, e sua esposa, a princesa Paulina de Württemberg.

## Família
A princesa Sofia recebeu durante sua infância e juventude uma esmerada educação, que contou com a direção de iminentes professores. Destacou-se de maneira especial no estudo da História, dos idiomas e do piano. Ela estudou esgrima, normalmente reservada para homens, para consertar as costas e corrigir a postura. A língua falada em casa durante sua infância não era o alemão, mas o inglês.
Após a morte de sua mãe, em 1856, Sofia mudou-se para a residência de sua irmã mais velha, a princesa Maria de Nassau (mãe de Isabel de Wied, Rainha da Romênia).

## Casamento e filhos
Foi no Castelo de Monrepos, perto de Neuwied, que ela conheceu o então duque de Östergötland, o príncipe Óscar. Em 25 de setembro de 1856, três meses depois de se conhecerem, o duque pediu a mão de Sofia em casamento.
A cerimônia ocorreu no castelo de Biebrich, onde a princesa nasceu, no dia 6 de julho de 1857. Duas semanas depois, os recém-casados chegaram à Suécia. A família real sueca encontrava-se naquele momento em uma situação difícil: o rei Óscar I, seu sogro, estava muito doente e o governo era chefiado pelo príncipe herdeiro, Carlos. Sofia fez amizade com a esposa do príncipe herdeiro, a princesa Luísa dos Países Baixos, apoiando-a depois do falecimento de seu único varão em 1854.
A falta de filhos homens por parte do rei Carlos XV fez com que Óscar, Sofia e seus descendentes fossem os mais próximos na linha sucessória. Felizmente, eles tiveram quatro filhos homens:
- Gustavo V (1858-1950)
- Óscar, duque de Gotlândia, depois conde de Wisborg (1859-1953)
- Carlos, Duque da Gotalândia Ocidental (1861-1951)
- Eugênio, Duque da Nerícia (1865-1947)

## Vida como duquesa e como rainha
Sofia ganhou popularidade quando decidiu educar seus filhos em uma escola privada, juntamente com meninos filhos de cidadãos comuns. Anteriormente, os príncipes suecos eram educados no palácio, em aulas particulares. Com um dinheiro doado pela duquesa, inaugurou-se o Colégio Beskow, em Estocolmo.
Ela mudou-se de Estocolmo diante dos rumores de infidelidade de Óscar. A duquesa tinha uma saúde muito fraca, que foi deteriorando com o decorrer do tempo. Tinha anemia e sofria de cãibras e dores ósseas e coronárias. Foi operada de câncer e, embora a operação tenha sido bem-sucedida, começou a apresentar problemas para caminhar, tendo que usar cadeira de rodas constantemente. Quase inválida, Sofia aproveitou o tempo para ler intensamente.
Sua relação com Vitória de Baden, a esposa de seu filho mais velho, nunca foi boa.
Em 18 de setembro de 1872, seu cunhado, o rei Carlos XV, faleceu, e Óscar tornou-se o novo rei da Suécia e Noruega. Sofia foi coroada junto com o marido em 12 de maio de 1873.
A rainha foi muito influenciada pela leitura de Florence Nightingale. Depois de visitar vários hospitais em Londres, ela teve a ideia de fundar uma escola de enfermagem na Suécia. No dia 14 de dezembro de 1887, fundou com o marido um novo hospital, chamado Sophiahemmet, que também funcionou como escola de enfermagem.
A cada verão, Sofia visitava a Noruega, onde sua residência de verão situava-se perto da cidade de Kongsvinger.
Após a morte de Óscar II em 1907, Sofia manteve-se longe da vida pública. Sua última aparição pública foi em 3 de dezembro de 1913, quando compareceu à formatura de uma neta em Sophiahemmet. Faleceu em 30 de dezembro do mesmo ano, no Palácio Real de Estocolmo. Seu corpo está enterrado na Igreja de Riddarholmen.

## Títulos e estilos

Monograma real de Sofia

- 9 de julho de 1836 - 6 de junho de 1857: Sua Alteza Sereníssima Ducal a princesa Sofia de Nassau
- 6 de junho de 1857 - 18 de setembro de 1872: Sua Alteza Real a duquesa de Östergötland
- 18 de setembro de 1872 - 26 de outubro de 1905: Sua Majestade a rainha da Suécia e da Noruega
- 26 de outubro de 1905 - 8 de dezembro de 1907: Sua Majestade a rainha da Suécia
- 8 de dezembro de 1907 - 30 de dezembro de 1913: Sua Majestade a rainha viúva da Suécia